# Pratulum
Pratulum é um gênero de molusco bivalve marinho da família Cardiidae.

## Distribuição
Este gênero é endêmico na Austrália e Nova Zelândia.

## Espécies do gêneroPratulum
- Pratulum pulchellum (Gray, 1843)